# Стебелев, Андрей Валентинович
Андрей Валентинович Стебелев (род. 23 марта 1965 года в Уссурийске) — русскоязычный украинский поэт. Член Национального союза журналистов Украины (2013), Национального союза писателей Украины (2013), Национального союза краеведов Украины (2015).

## Биография
Родился 23 марта 1965 года в Уссурийске, Приморский край. Полковник запаса Вооружённых сил Украины, имеет боевой опыт в Афганистане, миротворческий — в ряде африканских стран (Ангола, ДР Конго), дипломатической работы в США. Выпускник Военного института Министерства обороны СССР (Москва, 1987). Переводчик восточных языков (урду, дари). Живёт в Виннице с 1992 года.
Печатается с 1989 года. Автор сборников лирики на русском языке: «Быть может…» (1997), «Подземная страна» (1998), «Tertium Quid» (2000), «Реки» (2013), «Асбест» (2015). Автор литературоведческих исследований о «серебряном веке» русской поэзии, публикаций об истории авиации, краеведческих материалов по истории Подолья, в частности фотоальбома «Тивривщина» (2015).
Член поэтической группы «Лирики Transcendent’a». В 2001 году организовал Литературный конкурс «Малахитовый носорог». Является одним из организаторов Всеукраинского поэтического фестиваля «Подкова Пегаса». Куратор общественной инициативы «Винницкий Дом поэта» (с 2010 года), председатель Винницкой городской организации НСПУ (с 2015 года).
Является составителем региональных альманахов «Взмах крыла» (2003), «Маскарад» (2004), «Подкова для носорога» (2016), «Вечная Винничина» (2017) и др.
Лауреат литературной премии Межрегионального союза писателей Украины им. В. Даля (2013), Литературно-художественной премии «Хрустальная вишня» (2013—2014), Литературной премии имени Михаила Стельмаха журнала «Винницкий край» (2016). Участник и лауреат международных литературных фестивалей и конкурсов Украины, США, Латвии, Германии.

## Работы
- «Быть может…» (1997),
- «Подземная страна» (1998),
- «Tertium Quid» (2000),
- «Реки» (2013),
- «Асбест» (2015).